# Marta Verginella
Marta Verginella (Trieste, 20 de junio de 1960) es una historiadora y profesora italiana.
Tiene descendencia de la minoría eslovena en Italia. Estudió en la Universidad de Trieste. Junto con Alenka Puhar, es considerada una pionera en la historia de las relaciones familiares en las tierras eslovenas. De 2006 a 2010 fue coordinadora nacional de historiografía en la Agencia de Investigación Eslovena. De 2009 a 2013 fue miembro del consejo del Museo Nacional de Historia Contemporánea de Eslovenia. Publicó numerosos trabajos y artículos sobre el tema de estudios fronterizos, estudios de memoria, historia oral e historia del siglo XIX.